# Hà Nam (Trung Quốc)
Hà Nam (tiếng Trung: 河南; bính âm: Hénán), là một tỉnh ở miền trung của Trung Quốc. Tên gọi tắt là Dự (豫), đặt tên theo Dự châu, một châu thời Hán. Tên gọi Hà Nam có nghĩa là phía nam Hoàng Hà. Năm 2018, Hà Nam là tỉnh đông thứ ba về số dân, đứng thứ năm về kinh tế Trung Quốc với 95,6 triệu dân, tương đương với Việt Nam và GDP đạt 4.810 tỉ NDT (715,9 tỉ USD) tương ứng với Ả Rập Xê Út.
Hà Nam giáp Hà Bắc về phía bắc, Sơn Đông về phía đông bắc, An Huy về phía đông nam, Hồ Bắc về phía nam, Thiểm Tây về phía tây và Sơn Tây về phía tây bắc. Hà Nam và tỉnh láng giềng Hà Bắc có tên gọi chung là Lưỡng Hà (两河).
Hà Nam thường được gọi là Trung Nguyên (中原) hoặc Trung Châu (中州), nghĩa là "đồng/ vùng đất ở giữa"; rộng hơn, tên gọi này cũng được dùng để chỉ bình nguyên Hoa Bắc. Hà Nam được xem là vùng đất phát nguyên trung tâm của nền văn minh Trung Hoa.

## Lịch sử

### Thời cổ đại

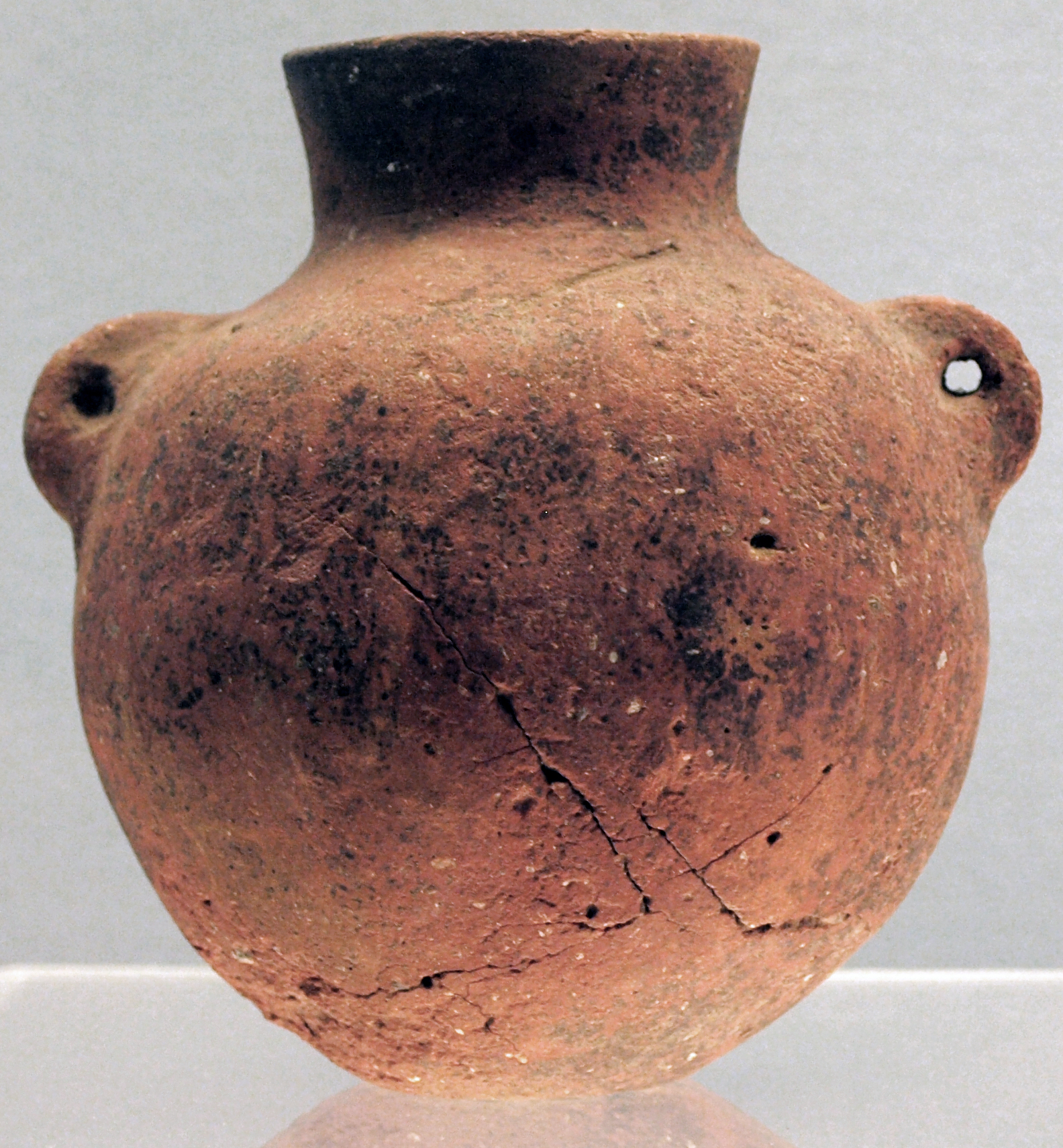
Một chiếc bình màu đỏ có hai cán hình tai, thuộc văn hóa Bùi Lý Cương (6000 TCN-5200 TCN)

Vào đầu thời đại đồ đá mới, tại khu vực trung du Hoàng Hà đã có nhiều thể loại hình thức văn hóa phát sinh và phát triển, thông qua khảo cổ, đã phát hiện được văn hóa Bùi Lý Cương tồn tại trong khoảng thời gian 7000 TCN - 5000 TCN ở lưu vực Lạc Hà, khu định cư Gia Hồ từng tồn tại từ 7000 TCN - 5800 TCN ở khu vực huyện Vũ Dương ngày nay. Cư dân Gia Hồ khi đó đã trồng kê và lúa, trong khi việc trồng kê là điều thường thấy ở các cộng đồng thuộc văn hóa Bùi Lý Cương, thì việc trồng lúa chỉ xuất hiện duy nhất tại Gia Hồ.
Tiếp sau, tại khu vực nay là bắc bộ Hà Nam đã xuất hiện văn hóa Ngưỡng Thiều (5000 TCN – 3000 TCN), cư dân thuộc nền văn hóa này chủ yếu trồng kê, một vài làng cũng trồng lúa mì hay lúa gạo, đánh cá và chăn nuôi các động vật như lợn, gà và chó, cũng như cừu, dê và bò, họ cũng có thể đã thực hành một dạng sớm của chăn nuôi tằm tơ. Đến cuối thời đại đồ đá mới, khu vực trung hạ du Hoàng Hà, bao gồm cả Hà Nam, thuộc về văn hóa Long Sơn (3000 TCN - 2000 TCN), cư dân của nền văn hóa này đã đạt được trình độ cao trong sản xuất đồ gốm, như sử dụng bàn xoay gốm.
Văn hóa Nhị Lý Đầu đã tạo ra bước nhảy từ thời đại đồ đá mới sang thời đại đồ đồng tại Trung Quốc, nền văn hóa này được đặt tên theo di chỉ Nhị Lý Đầu ở thôn cùng tên tại Yển Sư của Hà Nam. Nền văn hóa này tồn tại trong khoảng thời gian từ 1880 TCN đến 1520 TCN, Di chỉ Nhị Lý Đầu có dấu tích của các tòa cung điện và các xưởng nấu chảy đồng. Nhị Lý Đầu là nơi duy nhất sản xuất các bình đồng dùng trong lễ nghi đương thời tại Trung Quốc. Thời gian tồn tại của văn hóa Nhị Lý Đầu tương ứng với vương triều Hạ, quốc gia liên minh bộ lạc hay triều đại đầu tiên và có tính thần thoại cao trong lịch sử Trung Quốc. Khu vực Hà Nam ngày nay là trung tâm của vương triều Hạ, khu vực di chỉ Nhị Lý Đầu được nhiều học giả nhận định là đô thành trong toàn bộ thời gian hoặc thời kỳ thứ nhất, thứ hai của vương triều Hạ, song vẫn đang phải tìm kiếm các cơ sở vững chắc để làm rõ.
Xuất hiện sau văn hóa Nhị Lý Đầu là văn hóa Nhị Lý Cương, tồn tại trong khoảng thời gian 1500 TCN –1300 TCN và được đặt theo tên một di chỉ ở ngay bên ngoài khu đô thị của Trịnh Châu. Di chỉ có dấu tích của một tường thành lớn với chu vi gần 7 km, các xưởng lớn được đặt ngay bên ngoài tường thành: một xưởng sản xuất đồ cốt, một xưởng sản xuất đồ gốm, hai xưởng sản xuất bình đồng. Nhị Lý Cương là nền văn hóa khảo cổ học sớm nhất tại Trung Quốc thể hiện việc đã sử dụng phổ biến các bình đồng được đúc, phong cách cũng thống nhất hơn văn hóa Nhị Lý Đầu. Nhiều nhà khảo cổ Trung Quốc cho rằng thành cổ này là một trong những đô thành ban đầu của vương triều Thương, triều đại tiếp nối của vương triều Hạ. Minh Điều, nay là đông bộ Phong Khâu là nơi quân của Thương Thang đã quyết chiến với quân của vua Kiệt triều Hạ, kết quả là quân Hạ đại bại. Do việc lũ lụt, thiên tai, triều Thương đã phải thiên đô nhiều lần, cuối cùng định đô tại Ân Khư (thuộc An Dương ngày nay) trong thời gian vua Bàn Canh trị vì. Viên quan triều Thanh Vương Ý Vinh (王懿榮) đã phát hiện ra những xương và mai rùa được khắc chữ tại di chỉ An Khư vào năm 1899, được gọi là giáp cốt văn.

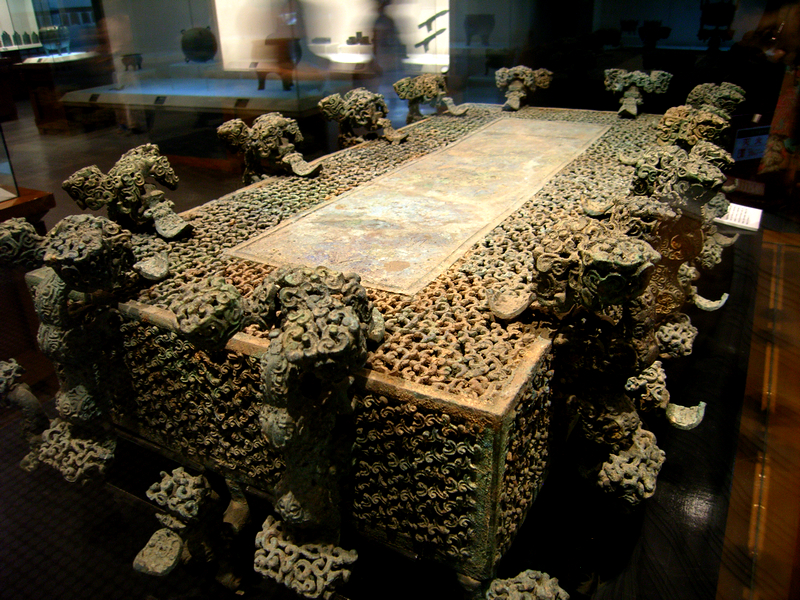
vân văn đồng cấm (云纹铜禁), khai quật tại Tích Xuyên, có niên đại từ thời Xuân Thu.

Sau khi tộc Chu lật đổ vương triều Thương, lập ra vương triều Chu, Chu Vũ Vương theo kiến nghị của Chu công Đán đã cho con của Trụ Vương là Vũ Canh tiếp tục cai trị đất Ân. Nước Ân đóng đô tại thủ đô của triều Thương trước đây (tức Ân Khư), lãnh thổ của Ân gần tương ứng với khu vực bắc bộ tỉnh Hà Nam, nam bộ tỉnh Hà Bắc và đông nam bộ tỉnh Sơn Tây ngày nay. Không lâu sau, Vũ Canh nổi dậy chống lại triều đình nhằm khôi phục triều Thương, song cuối cùng đã bị Chu công Đán đánh bại. Sau đó Chu Công chia đất Ân làm đôi, một nửa phong cho người tông thất khác của nhà Ân là Vi Tử Khải ở nước Tống để giữ hương hoả nhà Ân còn nửa kia phong cho người em khác của Chu Vũ Vương là Khang Thúc Cơ Phong, đặt quốc hiệu là Vệ. Chu công Đán cũng cho xây thành Lạc Ấp (nay thuộc Tây Công, Lạc Dương) để làm căn cứ địa phòng bị các cuộc phản loạn ở phía đông.
Năm 771 TCN, vương triều Chu dời đô đến Lạc Ấp, trở thành dấu mốc bắt đầu thời kỳ Đông Chu đầy bất ổn. Thời Xuân Thu, trên địa phận Hà Nam tồn tại rất nhiều nước chư hầu, mạnh nhất là các nước Trần, Sái, Tào, Trịnh, Vệ, Tống. Nước Tấn hùng mạnh ở phía bắc đến 403 TCN bị phân liệt, trong đó nước Hàn về sau thiên đô đến Tân Trịnh, nước Ngụy vào năm 361 TCN đã thiên đô đến Đại Lương (nay thuộc Khai Phong). Nam bộ Hà Nam là đất đai của nước Sở, cũng là một cường quốc, Hùng Dịch đã kiến lập quốc đô đầu tiên của Sở tại Đan Dương, nằm ở khu vực Tích Xuyên ngày nay. Tới thế kỷ III TCN, lãnh thổ nhỏ bé của triều Chu lại bị phân thành hai nước Tây Chu và Đông Chu, phạm vi hai nước này nằm xung quanh Lạc Dương ngày nay. Nước Tần ở phía tây lần lượt tiêu diệt Tây Chu, Đông Chu và Hàn vào các năm 256 TCN, 249 TCN và 230 TCN, tiến tới thống nhất Trung Quốc vào năm 221 TCN.

### Thời phong kiến

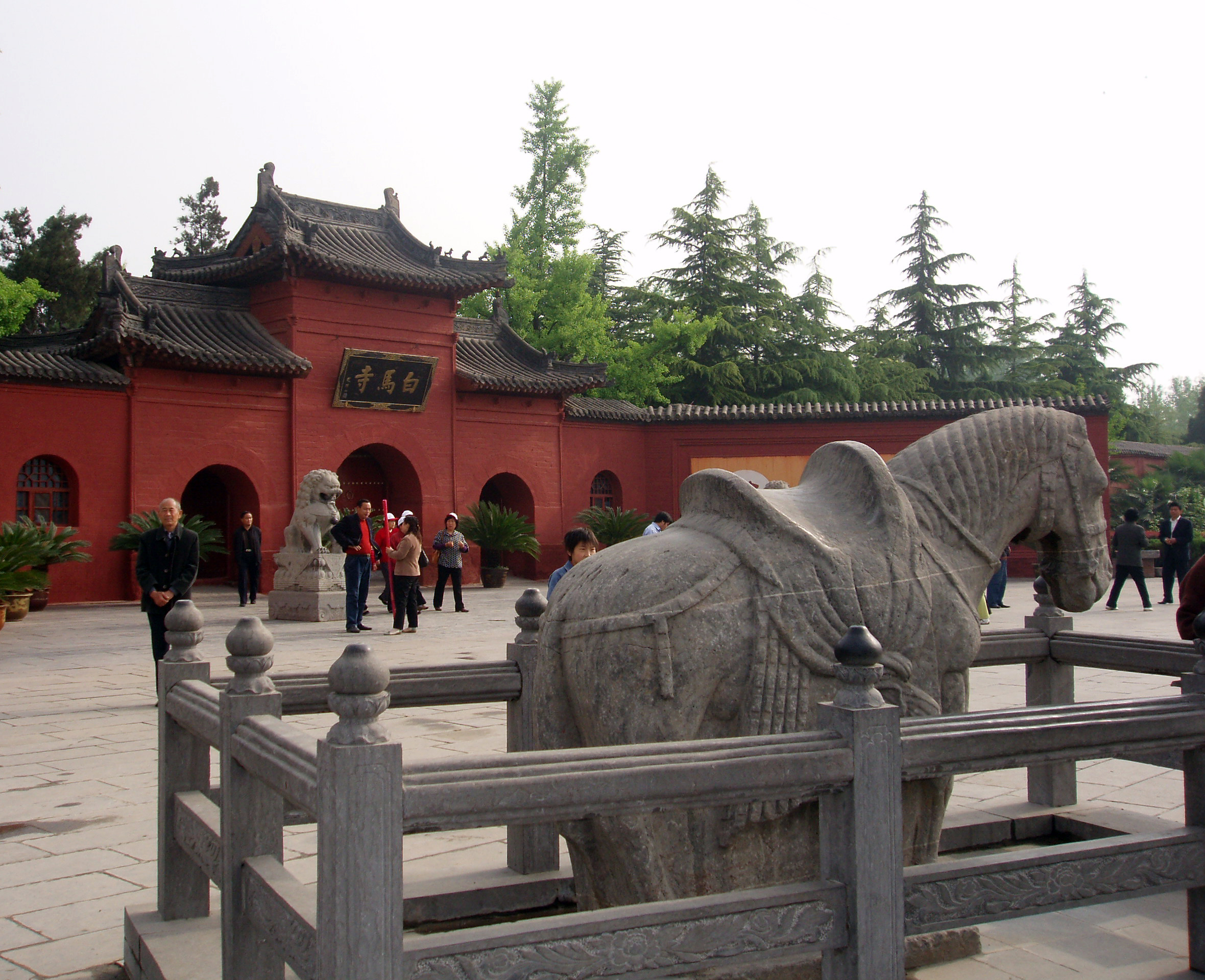
Chùa Bạch Mã, hình thành từ năm 68 ở kinh đô Lạc Dương dưới thời Hán Minh Đế

Sau khi thống nhất Trung Quốc, triều Tần đã thiết lập bảy quận: Tam Xuyên quận, Nam Dương quận, Dĩnh Xuyên quận, Hà Nội quận, Đông quận và Trần quận trên địa bàn Hà Nam ngày nay. Sang thời Tây Hán, trên địa bàn Hà Nam có tám quận: Hoằng Nông, Hà Nội, Hà Nam, Dĩnh Xuyên, Nhữ Nam, Trần Lưu, Nam Dương, Ngụy. Ngoài ra, trên địa bàn Hà Nam khi đó còn có hai nước chư hầu của triều Hán: nước Hoài Dương (trung tâm nằm tại Chu Khẩu) và nước Lương. Tại các quận và nước chư hầu, triều đình Tây Hán thiết lập nên các chức vụ tư lệ giáo úy và thứ sử để giám sát, Hà Nam phân thuộc tư lệ giáo úy bộ và Dự châu, Duyện châu, Kinh châu, Ký châu. Sau những biến loạn tại Trường An, Hán Quang Vũ Đế đã dời đô đến Lạc Dương vào tháng 10 năm 25 SCN, bắt đầu triều Đông Hán. Thời Đông Hán, trên địa bàn Hà Nam có hai nước chư hầu là Trần và Lương; phân thuộc tư lệ giáo úy bộ và năm châu: Dự, Duyện, Kinh, Ký, Dương.
Cuối thời Đông Hán, sau Khởi nghĩa Khăn Vàng, các quân phiệt Trung Nguyên cát cứ giao chiến và kình địch với nhau. Đầu tiên, Đổng Trác tiến vào Lạc Dương, sau phế Hán Thiếu Đế và lập Hán Hiến Đế lên ngôi, lại thiên đô về Trường An. Đến năm 196, Tào Tháo đem Hán Hiến Đế đến địa bàn của mình là Hứa Xương, kiến đô Hứa Đô ở đây. Bốn năm sau, Tào Tháo đã đánh bại quân phiệt Viên Thiệu trong trận Quan Độ ở đông bắc huyện Trung Mưu của Hà Nam hiện nay, thống nhất Hoa Bắc. Năm 220, Hán Hiến Đế thiện nhượng cho con trai của Tào Tháo là Tào Phi. Tào Phi kiến lập đô thành tại Lạc Dương, hiệu là Ngụy Văn Đế. Tào Ngụy sau đó thiên đô đến Lạc Dương, Tào Ngụy ở Trung Nguyên cùng với Ngô ở Giang Nam và Thục Hán ở tây nam mở ra thời kỳ Tam Quốc trong lịch sử Trung Quốc. Đến thời Ngụy Nguyên Đế, đại phu Tư Mã Chiêu nắm thực quyền đã đoạt lấy hoàng vị, lập nên nhà Tấn. Trong thời gian đó, Lạc Dương trở thành một trong các thành phố lớn và thịnh vượng nhất thế giới đương thời, mặc dù nhiều lần bị tổn hại do chiến loạn.
Nội bộ Tây Tấn nổ ra loạn bát vương kéo dài từ 291 tới năm 306, nguyên khí triều Tấn vì thế mà bị tổn hại nghiêm trọng, cuối cùng chỉ còn lại Đông Hải vương Tư Mã Việt, trở thành người nắm chính trường. Nhân lúc triều Tấn có loạn, di dân Nam Hung Nô từ Sơn Tây và người Đê ở Tứ Xuyên phân biệt khởi nghĩa tạo phản, lập ra nước Hán và Thành. Năm 311, quân Hán dưới sự chỉ huy của Lưu Thông đã đánh bại đại quân Tấn tại Hoa Trung, chiếm được đô thành Lạc Dương của Tấn và bắt Tấn Hoài Đế, triều Tây Tấn bắt đầu diệt vong.
Cùng với sự sụp đổ của triều Tây Tấn vào cuối thế kỷ IV và đầu thế kỷ V, các tộc du mục (Ngũ Hồ) từ phía bắc đã xâm chiếm miền Bắc Trung Quốc và lập ra nhiều chế độ kế tiếp nhau. Tuy nhiên, các dân tộc này dần dần bị Hán hóa. Trong thời Ngũ Hồ thập lục quốc, địa bàn Hà Nam trước sau thuộc về các nước Tiền Triệu, Hậu Triệu, rồi Tiền Yên, Tiền Tần. Sau khi Tiền Tần thống nhất Hoa Bắc, lại thất bại trong trận Phì Thủy trước triều Đông Tấn, Hoa Bắc lại một lần nữa phân liệt thành nhiều nước, Hà Nam lần lượt thuộc quyền cai quản của các nước Hậu Yên, Hậu Tần. Nhận thấy Hậu Tần có bất ổn nội bộ, thu năm 416, tướng Lưu Dụ của Đông Tấn đã cho mở một chiến dịch lớn đánh Hậu Tần, quân Tấn đã nhanh chóng đoạt được nửa phía đông của Hậu Tần, bao gồm cả thành Lạc Dương. Quân Đông Tấn sau đó liên tiếp giành được thắng lợi, lấy được vùng đất rộng lớn nằm ở phía bắc Hoài Hà và phía nam Hoàng Hà.

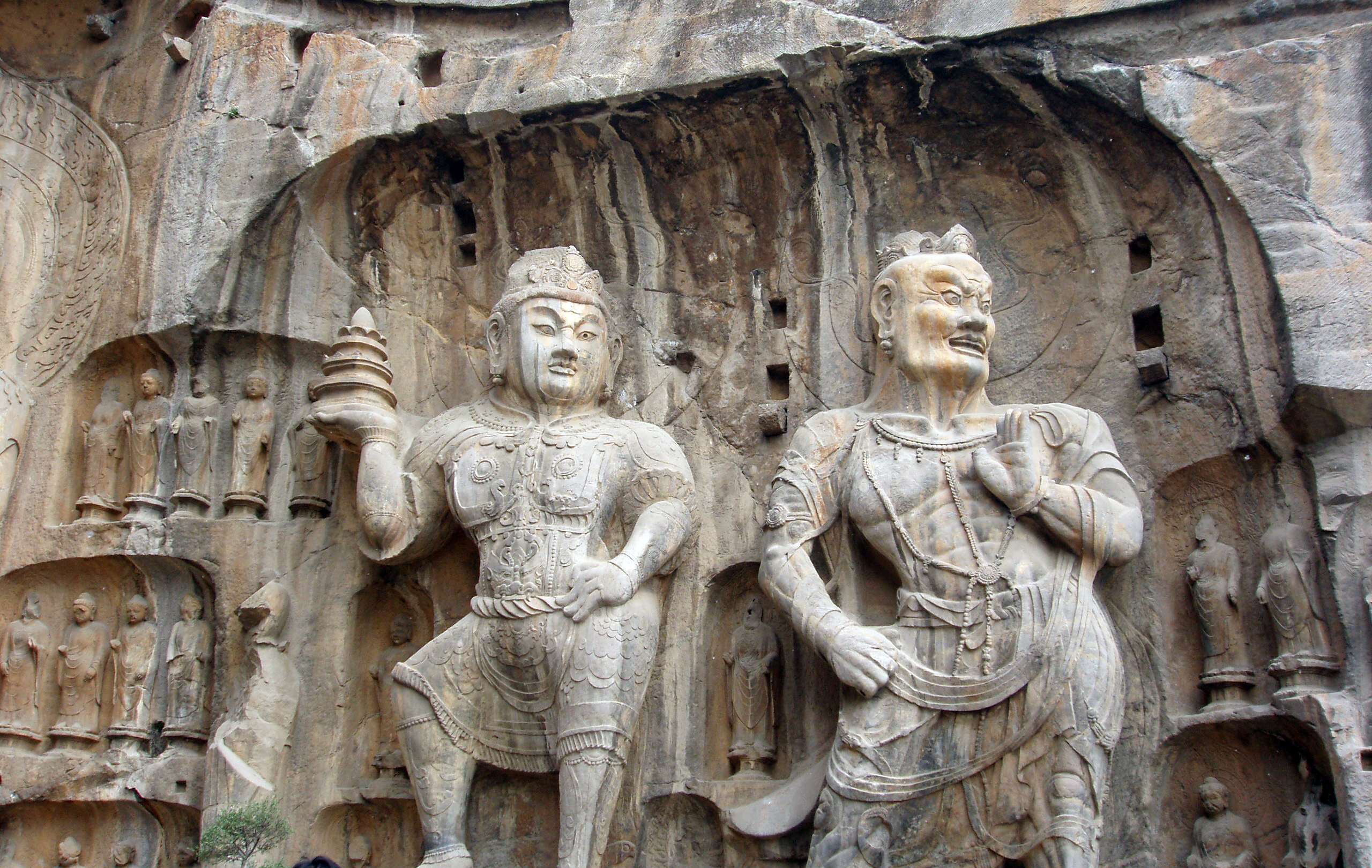
Hang đá Long Môn, được tạc chủ yếu vào thời Đường và Bắc Ngụy

Năm 420, Lưu Dụ tiếm vị triều Đông Tấn, lập ra triều Lưu Tống. Đến năm 422, quân Bắc Ngụy dưới sự chỉ đạo của Ngụy Minh Nguyên Đế đã vượt Hoàng Hà, sau lần cuộc chiến này, Lưu Tống bị mất vùng đất từ Hồ Lục, Hạng Thành trở lên phía bắc. Nhân lúc Bắc Ngụy phải đối phó với Nhu Nhiên phía bắc, năm 429, Lưu Tống Văn Đế đòi Bắc Ngụy trả đất Hà Nam song Ngụy Thái Vũ Đế không chịu. Năm 430, Lưu Tống Văn Đế sai Đáo Ngạn Chi mang quân Bắc phạt, quân Bắc Ngụy ít nên chủ động rút lui song sau đó đã phản công, lấy lại được Lạc Dương và Hổ Lao. Tháng 2 năm 431, quân Ngụy giao tranh với quân Lưu Tống do Đàn Đạo Tế chỉ huy lên Bắc cứu Hoạt Đài (nay là huyện Hoạt), hai bên đánh nhau 30 trận, đều bị tổn thất nặng, cuối cùng Đàn Đạo Tế phải đưa quân Lưu Tống rút lui. Bắc Ngụy thống nhất hoàn toàn miền Bắc Trung Quốc vào năm 439, cùng với các triều đại ở phương Nam mở ra thời Nam Bắc triều trong lịch sử Trung Quốc. Năm 450, Bắc Ngụy Thái Vũ Đế điều 10 vạn quân vây đánh Huyền Hồ (懸瓠, nay thuộc Trú Mã Điếm) trong 42 ngày, quân Lưu Tống ở các thành xung quanh đều sợ thế Bắc Ngụy và bỏ thành rút chạy. Sau khi đánh bại quân Lưu Tống được cử đến cứu viện, Thái Vũ Đế lại đem quân Bắc Ngụy nam tiến, kết quả chiếm được vùng Hoài Bắc. Năm 493, Bắc Ngụy Hiếu Văn Đế đã cho mang đến Hà Dương (Hà Nam) 2 triệu con ngựa, tổ chức quân túc vệ 15 vạn thường trú tại Lạc Dương, dời hộ tịch toàn bộ người vùng Đại tới Lạc Dương. Hành động dời kinh đô đến Lạc Dương là để hiển thị Bắc Ngụy là chính quyền chính thống của Trung Quốc và có lợi cho việc hấp thụ mau lẹ văn hóa Hán. Sau khi Hiếu Vũ Đế sang Quan Trung với Tập đoàn quân phiệt Quan Lũng của Vũ Văn Thái, Cao Hoan đã lập Nguyên Thiện Kiến làm vua mới, tức là Đông Ngụy Hiếu Tĩnh Đế. Do thấy Lạc Dương gần họ Vũ Văn, ông thiên đô về Nghiệp Thành thuộc Hà Bắc ngày nay. Cả Cao Hoan và Vũ Văn Thái đều tuyên bố người mình ủng hộ là người thừa kế ngai vàng Bắc Ngụy, dẫn tới sự chia cắt lãnh thổ Bắc Ngụy thành hai nhà nước từ khoảng năm 534-535 thành Đông Ngụy và Tây Ngụy, tuy vậy hai triều đại này lại bị Bắc Tề và Bắc Chu phân biệt thay thế không lâu sau đó.
Nhà Tùy đã tái thống nhất Trung Quốc vào năm 589, triều đại này định đô ở Trường An. Sau khi Tùy Dạng Đế lên ngôi, vào tháng 3 năm 605 đã cho xây dựng Đông Đô Lạc Dương, yêu cầu tháng 1 năm sau phải hoàn thành. Đông Đô Lạc Dương là một công trình lớn trong khi thời hạn hoàn thành không đến một năm, nhân công dùng mỗi tháng cần hơn 2.000.000 người, do đôn đốc lao dịch quá gấp gáp khắt khe nên phu dịch cứ 10 người thì chết đến 4, 5. Thành Đông Đô được chia làm ba khu chính là Cung thành (chỗ Hoàng cung), Hoàng thành (phủ nha của các bá quan), Ngoại quách thành (khu nhà ở của quan và dân). Chu vi Ngoại quách thành dài hơn 50 dặm, trong thành có nơi cư trú cho quan và dân hơn 1.000 phường, ngoài ra còn có ba chợ buôn bán lớn là chợ Phong Đô, chợ Đại Đồng, chợ Thông Viễn. Một phần do hao tổn nhân lực, tiền bạc quá lớn để xây thành Đông Đô, triều Tùy suy sụp, các cuộc khởi nghĩa nông dân bùng nổ đã khiến triều đại này diệt vong vào năm 617.
Thời Nhà Đường, mặc dù triều đình định đô tại Trường An song khu vực Hà Nam vẫn là một trong những nơi giàu có nhất của đế quốc. Năm 690, Võ Tắc Thiên đoạt lấy ngôi vị hoàng đế Đại Đường, đổi quốc hiệu thành Chu, sử gọi là Võ Chu, từng định đô tại Đông Đô Lạc Dương, gọi là Thần Đô Lạc Dương. Từ năm 904–907, Lạc Dương lạc trở thành kinh đô của triều Đường, song vào năm 907, Lương vương Chu Ôn đã soán vị, giáng Đường Ai Đế làm Tế Âm vương.
Chu Ôn lập quốc hiệu là "Đại Lương", sử gọi là triều "Hậu Lương. Nhà Đường diệt vong, lịch sử Trung Quốc tiến vào thời kỳ Ngũ Đại Thập Quốc. Từ năm 913, quốc đô của Hậu Lương được dời đến Khai Phong. Cả năm triều đại kế tiếp nhau trong thời Ngũ Đại Thập Quốc: Hậu Lương, Hậu Đường (923–936), Hậu Hán (936–947), Hậu Tấn (947–95), Hậu Chu (951–960) đều định đô trên địa phận Hà Nam ngày nay, ngoài Hậu Đường định đô ở Lạc Dương ra thì bốn triều đại còn lại đều định đô ở Khai Phong.
Nhà Tống tái thống nhất Trung Quốc 982, triều đại này cũng định đô tại Khai Phong. Thời Bắc Tống, Hà Nam phân thuộc Khai Phong phủ cùng Kinh tây bắc lộ, Kinh tây nam lộ, Kinh Đông Tây lộ. Thời Bắc Tống, Trung Quốc tiến vào một thời kỳ văn minh và thịnh vượng mới, đô thành Khai Phong vượt qua Lạc Dương và Trường An để trở thành thành phố lớn nhất Đại Tống và thế giới đương thời,, dân số đô thành đạt trên 1 triệu người, thương mại mậu dịch đạt kim ngạch chiếm một nửa toàn quốc. Năm 1004, tức trong thời gian trị vì của Tống Chân Tông, triều Liêu của người Khiết Đan phát động chiến tranh xâm lược Tống, quân Khiết Đan tấn công ồ ạt vào vùng Thiền châu (nay là Bộc Dương). Mặc dù nhiều đại thần của Tống muốn hòa, song dưới sức ép của tể tướng Khấu Chuẩn, Tống Chân Tông đã đồng ý thân chinh đến Thiền châu. Quân Tống vì được khích lệ tinh thần chiến đấu, đã phản công quân Liêu và liên tục giành thắng lợi. Hai bên Tống-Liêu sau đó ký kết minh ước Thiền Uyên, đã tạo ra hòa bình giữa hai quốc gia trong trên 100 năm. Cuối thời Bắc Tống, Đông Kinh thành của Khai Phong phủ cũng được gọi là Biện Lương, Biện Kinh.
Đầu năm 1126, triều Kim của người Nữ Chân đã cho quân vượt Hoàng Hà, tiến sát tới Biện Kinh. Quá hoảng sợ, Tống Huy Tông đã thoái vị ngày 18 tháng 1 năm 1126 để nhường ngôi cho kỳ tử Triệu Hoàn, tức Tống Khâm Tông. Quân Kim sau đó bỏ việc bao vây Khai Phong và quay trở về phương Bắc song Tống đã buộc phải ký hòa ước với nhà Kim. Tuy nhiên, vài tháng sau, vào tháng 9 năm 1126, quân Kim lại quay trở lại phương Nam một lần nữa. Quân Kim cuối cùng đã vào được Biện Kinh vào ngày 9 tháng 1 năm 1127 và tiến hành các vụ cướp bóc, hãm hiếp, thảm sát trong nhiều ngày liền. Trong sự kiện Tĩnh Khang, quân Kim đã bắt Huy Tông, Khâm Tông, các tôn thất và bá quan của triều Tống. Bắc Tống diệt vong, song hoàng tử Triệu Cấu đã kịp chạy trốn về miền Nam, và thành lập triều đại Nam Tống. Năm 1129, Kim Thái Tông hạ lệnh cho Tông Phụ và Ngột Truật mang quân đánh triều Nam Tống mới hình thành. Quân Kim vượt Hoàng Hà rồi chia làm hai nhánh, Ngột Truật lĩnh 10 vạn quân đánh phủ Khai Đức (nay thuộc huyện Bộc Dương) nhưng bị thiếu lương nên ông mang quân quay lại đánh Bộc châu. Ngột Truật cử tướng tiên phong Ô Lâm Đáp Thái (乌林答大) tiến lên trước, đại phá 20 vạn quân Tống của Vương Thiện. Hạ được Bộc châu, Ngột Truật thừa thắng chiếm luôn 5 huyện lân cận. Sau đó, Ngột Truật mang quân quay lại đánh Khai Đức. Khi Ngột Truật dẫn quân Kim tiến đến Quy Đức (nay thuộc Thương Khâu), đã cho lính áp sát thành, đặt hỏa pháo ngay trên bờ hào, quân Tống trong thành sợ hãi xin hàng. Cuối cùng, Kim và Tống lấy Hoài Hà làm ranh giới, triều Tống phải cống nạp hằng năm cho Kim. Trong thời gian này, do được hưởng trạng thái hòa bình lâu dài cùng sự thịnh vượng về kinh tế-văn hóa, vùng Giang Nam đã thay thế Trung Nguyên để trở thành trung tâm kinh tế-văn hóa của Trung Quốc. Thời thuộc Kim, Hà Nam về mặt hành chính được phân thành Nam Kinh lộ và Hà Đông Nam lộ, Kinh Triệu phủ lộ, Đại Danh phủ lộ, Hà Bắc Đông lộ, còn về mặt kinh tế là một trong các khu vực kinh tế phát triển nhất nước. Biện Kinh đóng vai trò là "Nam Kinh" của triều Kim từ năm 1157 (nguồn khác nói là từ năm 1161) và được xây dựng lại trong thời gian này. Năm 1214, sau khi Mông-Kim hòa nghị thành công, Kim Tuyên Tông đã thiên đô đến Biện Kinh. Sau dó, Kim tiến hành chiến tranh chống Nam Tống kéo dài từ năm 1217 tới đầu năm 1224. Kim bị tiêu diệt vào năm 1234 trước sự tấn công của liên quân Mông Cổ-Nam Tống.
Sau khi chiếm được Hà Nam, người Mông Cổ thiết lập nên Hà Nam Giang Bắc đẳng xứ hành trung thư tỉnh, trị sở đặt tại Khai Phong. Trong chiến tranh Mông-Kim, phương Bắc Trung Quốc, trong đó có Hà Nam, đã bị phá hoại đến mức hủy diệt, ngoại trừ một số rất ít người chạy trốn được ra bên ngoài, đại đa số dân thường đã thiệt mạng, tạo thành những khu vực cả nghìn lý không có một bóng người. Các thiết bị, kế hoạch, tổ chức của các công trình thủy lợi bị phá hoại với số lượng lớn, lũ lụt Hoàng Hà ngày càng trở nên nghiêm trọng, vì thế Hà Nam đã bị mất đi ưu thế mà khu vực này đã từng có trong một thời gian dài.

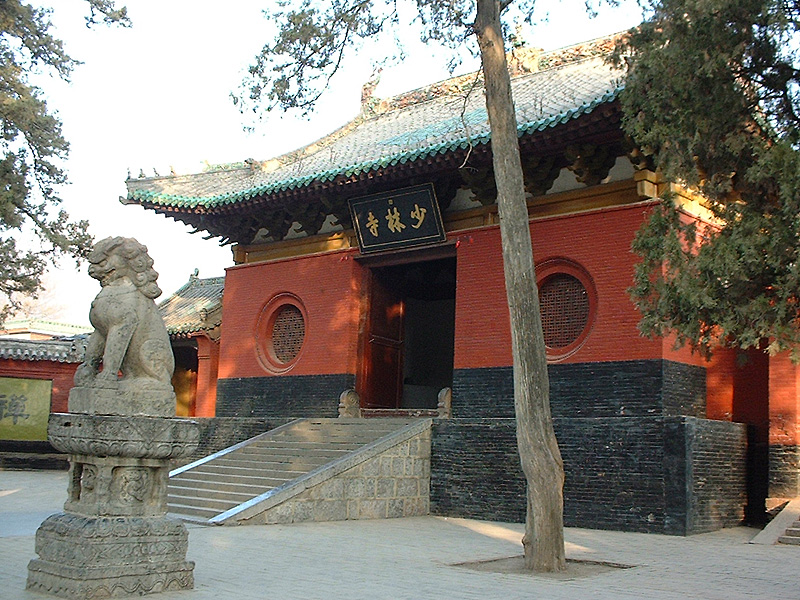
Thiếu Lâm tự ở Đăng Phong từng bị hư hại do liên quan đến phong trào phản Thanh

Trong các cuộc dân biến vào cuối thời Nguyên, Hà Nam cũng trở thành khu vực phải hứng chịu sự phá hoại nghiêm trọng từ chiến tranh, dân số suy giảm. Vì thế, trong những năm Chu Nguyên Chương trị vì, triều đình Nhà Minh đã tổ chức cưỡng chế di dân trên quy mô lớn từ Sơn Tây đến Trung Nguyên. Đại Minh được thành lập chính thức vào năm 1368, Hà Nam thừa tuyên bố chính sứ ti do triều đại này lập ra có ranh giới tương đồng với tỉnh Hà Nam hiện nay. Hà Nam thời Minh được chia thành tám phủ: Khai Phong, Hà Nam (Lạc Dương), Quy Đức (Thương Khâu), Nam Dương, Nhữ Ninh (Nhữ Nam), Vệ Huy, Chương Đức (An Dương), Hoài Khánh (Thấm Dương). Năm 1641, Lý Tự Thành công chiếm Lạc Dương, giết chết Phúc vương Chu Thường Tuân (朱常洵)- con trai thứ ba của Minh Thần Tông. Năm 1642, trong thời gian Lý Tự Thành bao vây Khai Phong, người ta đã đào bới để đưa nước Hoàng Hà làm ngập lụt thành này (có thuyết nói là do quân Lý Tự Thành, có thuyết nó là quân Minh đào), trong số 37 vạn dân toàn thành thì chỉ 3 vạn là còn sống sót.
Trong các cuộc chiến tranh cuối thời Minh và đầu thời Thanh (1630—1662), khu vực Hà Nam lại bị phá hoại nghiêm trọng. Đến thời Khang Hy Đế, kinh tế nông nghiệp Hà Nam phục hồi, lại bắt đầu trở thành khu vực tập trung dân cư và khu vực sản xuất lương thực chủ yếu của đất nước. Khai Phong trở thành thủ phủ của Hà Nam, thành phố này cũng trở nên phồn vinh sau khi chịu thiệt hại từ chiến loạn trong thời gian Lý Tự Thành khởi nghĩa và đầu thời Thanh. Đến những năm 60 của thế kỷ XIX, tại Hà Nam bùng phát các cuộc khởi nghĩa nông dân, sau hợp nhất vào khởi nghĩa lớn Niệp quân. Ngoài ra, quân Thái Bình Thiên Quốc cũng nhiều lần ra vào Hà Nam, vì thế Hà Nam trở thành một khu vực trung tâm của khởi nghĩa nông dân lưu vực Hoàng Hoài. Sau khi khởi nghĩa nông dân thất bại, nông nghiệp Hà Nam ngày càng suy thoái, tư tưởng văn hóa về cơ bản vẫn chìm đắm trong Trình-Chu lý học.

### Thời hiện đại

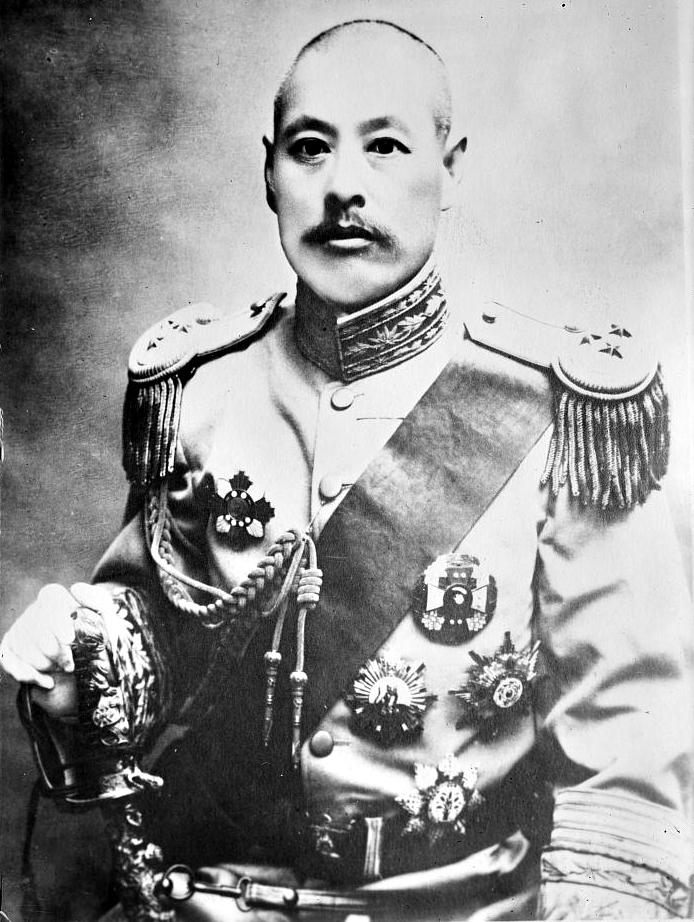
Ngô Bội Phu, quân phiệt từng cát cứ tại Hà Nam thời Dân Quốc

Do ảnh hưởng từ khởi nghĩa Vũ Xương, đảng viên cách mạng Hà Nam đã thúc đẩy Tân quân tại tỉnh lỵ Khai Phong phản lại chính quyền, tổ chức khởi nghĩa vũ trang ở các phủ huyện khác, song không giành được thành công, trở thành một trong vài tỉnh chưa từng "độc lập". Trung Hoa Dân Quốc đã thay thế triều Thanh vào năm 1911, mở ra thời kỳ hiện đại trong lịch sử Trung Quốc. Việc xây dựng và mở rộng tuyến Đường sắt Bình Hán (thông xe năm 1906) và đường sắt Long Hải (thông xe đoạn Khai Phong-Lạc Dương năm 1910) đã biến Trịnh Châu, một phố huyện nhỏ vào lúc bấy giờ, thành một trung tâm giao thông lớn. Mặc dù có sự nổi lên của Trịnh Châu, kinh tế Hà Nam về tổng thể liên tục chịu thiệt hại nặng nề từ nhiều thảm họa đương thời. Chính phủ Quốc dân bỏ phủ giữ lại đạo, tại Hà Nam đã thành lập nên Khai Phong đạo, Hà Lạc đạo, Nhữ Dương đạo, Hà Bắc đạo; đạo doãn trú tương ứng tại Khai Phong, Lạc Dương, Tín Dương và huyện Cấp.
Thời kỳ Bắc Dương quân phiệt, năm 1920, Lạc Dương trở thành căn cứ của Ngô Bội Phu thuộc Trực hệ quân phiệt, có sở quan Lưỡng Hồ tuần duyệt sử và bộ tư lệnh sư đoàn 3 Lục quân. Năm 1926, Phùng Ngọc Tường tham gia chiến tranh Bắc phạt do Tưởng Giới Thạch phát động từ Quảng Châu nhằm triệt tiêu các quân phiệt phương Bắc, Phùng tiến quân về phía nam, trong đó Ngô Bội Phu cát cứ Hoa Trung được liệt là một mục tiêu chính. Ngô Bội Phu trước tình thế này đã kêu gọi Trương Tác Lâm "khôi phục pháp thống" song không nhận được hưởng ứng. Do Ngô Bội Phu có lập trường chống Liên Xô nên Liên Xô hỗ trợ cho chính phủ Quốc dân đóng ở Quảng Châu. Cùng năm, quân Bắc phạt đánh tan quân chủ lực của Ngô Bội Phu, Ngô Bội Phu buộc phải dẫn tàn quân về Hà Nam sau khi để mất Vũ Hán tam trấn, sau lại chạy trốn đến Tứ Xuyên. Năm 1930, Trung Quốc đã nổ ra nội chiến giữa quân của Tưởng Giới Thạch với Diêm Tích Sơn, Phùng Ngọc Tường và Lý Tông Nhân, được gọi là đại chiến Trung Nguyên. Cuộc nội chiến này diễn ra chủ yếu trên địa bàn Hà Nam và là cuộc chiến tranh quy mô nhất trong thời kỳ cận đại của Trung Quốc. Kết quả, Tưởng Giới Thạch toàn thắng, chấm dứt thời kỳ quân phiệt cát cứ. Năm 1932, sau sự kiện Nhất Nhị Bát tại Thượng Hải, chính phủ Quốc dân Nam Kinh đã định Lạc Dương là "hành đô", chuyển văn phòng đến Lạc Dương, đến tháng 12 cùng năm thì lại trở về Nam Kinh.
Năm 1923, tổng công hội đường sắt Kinh-Hán, một tổ chức cộng sản, đã thành lập tại Trịnh Châu, họ tiến hành phát động công nhân đường sắt Kinh-Hán bãi công, gây ảnh hưởng lớn.. Trong giai đoạn 1928-1932, các lãnh đạo cộng sản như Trương Quốc Đào và Từ Hướng Tiền đã tiến hành cát cứ vũ trang ở vùng núi Đại Biệt Sơn, gọi là căn cứ địa cách mạng Ngạc-Dự-Hoàn. Tân Lập (nay là huyện Tân) là thủ phủ của căn cứ địa Ngạc-Dự-Hoàn, cũng là nơi Trung Quốc công nông hồng quân có chiếc phi cơ đầu tiên, đặt tên là "Lenin". Sau đó, quân Quốc Dân Đảng dưới sự lãnh đạo của Biệt Đình Phương (别廷芳) đã đánh bại quân cộng sản của Trương Quốc Đào, triệt tiêu căn cứ của cộng sản tại Hà Nam, buộc Trương Quốc Đào phải chạy đến Tứ Xuyên lập căn cứ mới.

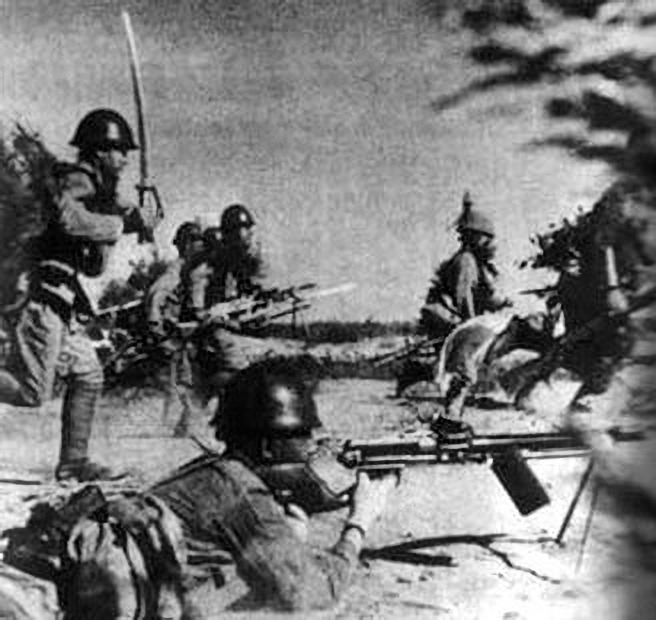
Quân Nhật tấn công Hà Nam trong hội chiến Dự-Tương-Quế

Tháng 6 năm 1938, sau khi quân Nhật công chiếm Khai Phong, chính phủ Quốc dân đã cho nổ mìn phá đê Hoàng Hà ở Hoa Viên Khẩu thuộc Trịnh Châu để ngăn bước tiến của quân Nhật. Trận lụt năm 1938 đã khiến một diện tích rộng 54.000 km² bị ngập và cướp đi mạng sống của 500.000 đến 900.000 người Trung Quốc, phá hủy nhà cửa và hoa màu trên quy mô rộng lớn. Trận lụt đã ngăn quân Nhật chiếm Trịnh Châu, song đã không cản được quân Nhật đạt được mục tiêu chiếm giữ thủ đô lâm thời Vũ Hán. Mùa thu năm 1939, chính quyền tỉnh Hà Nam lại một lần nữa chuyển đến Lạc Dương.
Sau khi kết thúc Chiến tranh Trung-Nhật, Trung Quốc lại xảy ra nội chiến Quốc-Cộng, quân Quốc Dân đảng tiến đánh "khu giải phóng Trung Nguyên" của lực lượng cộng sản vào tháng 6 năm 1946 song bị lực lượng cộng sản đánh trả quyết liệt, lực lượng cộng sản vẫn được bảo tồn. Tháng 6 năm 1947, chủ lực Tấn Ký Lỗ Dự dã chiến quân của lực lượng cộng sản đã chọc thủng phòng tuyến tự nhiên Hoàng Hà, tiến từ tây nam Sơn Đông vào Trung Nguyên, mở đầu cho giai đoạn phản công của họ trong cuộc nội chiến. Liền sau đó, binh đoàn Trần Tạ của Tấn Ký Lỗ Dự dã chiến quân đã vượt Hoàng Hà, tiến thẳng đến Tây Hà Nam; Hoa Đông dã chiến quân cũng tiến đến khu vực Đông Hà Nam, có được thắng lợi trong các chiến dịch giải phóng Lạc Dương, Khai Phong, Trịnh Châu, Nam Dương. Đến năm 1948 thì phần lớn Hà Nam đã nằm trong tay quân cộng sản. Đến tháng 1 năm 1949, sau khi quân cộng sản thắng lợi trong chiến dịch Hoài Hải, toàn bộ Hà Nam nằm trong quyền quản lý của lực lượng này.
Ngày 20 tháng 8 năm 1949, phần phía bắc Hoàng Hà thuộc tỉnh Hà Nam và phần tây nam của tỉnh Sơn Đông được tách ra để hình thành tỉnh mới Bình Nguyên, tỉnh lị đặt tại Tân Hương. Ngày 15 tháng 11 năm 1952, chính quyền Trung ương đã quyết định triệt tiêu tỉnh Bình Nguyên, trả lại các phần đất trước kia cho hai tỉnh Sơn Đông và Hà Nam.
Năm 1954, tỉnh lỵ của Hà Nam được chuyển từ Khai Phong về Trịnh Châu, một phần là do tầm quan trọng về kinh tế của thành phố này. Tháng 1 năm 1954, theo kế hoạch 5 năm lần thứ nhất của Cộng hòa Nhân dân Trung Hoa, Liên Xô đã giúp đỡ xây dựng 7 cơ sở công nghiệp nặng quy mô lớn tại khu Giản Tây của Lạc Dương: nhà máy máy kéo Đông Phương Hồng Lạc Dương, nhà máy cơ khí khai mỏ, nhà máy vòng bi, nhà máy động cơ Diesel, nhà máy vật liệu chịu lửa, nhà máy nhiệt điện, nhà máy luyện kim Hoàng Hà, biến Lạc Dương thành một thành phố công nghiệp nặng mới nổi có tầm quan trọng, trở thành một thành phố trực thuộc tỉnh.
Ngày 20 tháng 4 năm 1958, ở huyện Toại Bình của Hà Nam, người ta đã thành lập nên công xã nhân dân Sơn Vệ Tinh, công xã nhân dân đầu tiên của Trung Quốc, sự kiện này cũng khởi đầu cho chiến dịch kinh tế-xã hội Đại nhảy vọt. Do chiến dịch này, trong ba năm xảy ra nạn đói lớn sau đó, Hà Nam là một trong các tỉnh chịu tổn thất nghiêm trọng nhất, với vài triệu người tử vong.
Một trận lụt mang tính hủy diệt của Hoài Hà vào mùa hè năm 1950 đã thúc đẩy chính quyền cho tiến hành các công trình đập quy mô lớn trên các chi lưu lớn của sông này tại trung bộ và nam bộ Hà Nam. Tuy nhiên, nhiều đập trong số chúng đã không thể chống chịu được trước lượng mưa cao bất thường do bão Nina gây ra vào tháng 8 năm 1975. Có 62 đập, lớn nhất trong số đó là đập Bản Kiều ở huyện Bí Dương, đã bị đổ sập; lũ lụt thảm khốc bao trùm lên một vài huyện của Trú Mã Điếm và các khu vực xuôi về hạ nguồn, giết chết ít nhất 26.000 người. Các ước tính tổn thất nhân mạng không chính thức, bao gồm cả tử vong do dịch bệnh và nạn đói, lên đến 85.600, 171.000 hay thậm chí là 230.000. Đây được xem là thảm họa chết chóc nhất liên quan đến đập trong lịch sử nhân loại.
Đầu thập niên 1970, Trung Quốc là một trong các nước nghèo nhất thế giới, và Hà Nam là một trong những tỉnh nghèo nhất Trung Quốc. Tuy nhiên, từ sau năm 1978, khi nhà lãnh đạo Đặng Tiểu Bình khởi xướng cải cách mở cửa và đi theo kinh tế thị trường, Trung Quốc đã có sự bùng nổ về kinh tế. Bùng nổ kinh tế ban đầu đã không lan đến các tỉnh nội địa như Hà Nam, song vào những năm 1990, kinh tế Hà Nam đã đạt tốc độ phát triển nhanh hơn cả tốc độ bình quân của Trung Quốc.
Tháng 11 năm 2004, thiết quân luật đã được ban bố tại huyện Trung Mưu của Hà Nam, mục đích là để dập tắt các cuộc đụng độ đẫm máu giữa người Hán và người Hồi vốn đã khiến 148 thiệt mạng.

## Địa lý
Hà Nam nằm ở trung hạ du Hoàng Hà, ở tây nam vùng bình nguyên Hoa Bắc (bình nguyên Hoàng-Hoài-Hải Hà). Hà Nam có tọa độ giới hạn trong 31°23′-36°22′ vĩ Bắc, 110°21′-116°39′ kinh Đông. Hà Nam giáp với hai tỉnh Sơn Đông và An Huy ở phía đông, giáp với hai tỉnh Hà Bắc và Sơn Tây ở phía bắc, giáp với tỉnh Thiểm Tây ở phía tây, giáp với tỉnh Hồ Bắc ở phía tây.

### Địa chất
Cho đến tận các thời kỳ địa chất khá gần đây, các dãy núi ở phía tây Hà Nam tạo thành bờ biển của một vùng biển mà về bản chất là phần mở rộng về phía tây của Bột Hải và Hoàng Hải hiện nay. Biển này nay đã bị đất bùn theo các con sông và gió từ cao nguyên Hoàng Thổ bồi lấp, tạo thành bình nguyên Hoa Bắc và bồn địa Hoài Hà. Người ta ước tính rằng trầm tích của bình nguyên nay sâu khoảng 850 mét tại nhiều nơi. Nó là một phần của đới hút chìm lớn (một phần bồn trũng của lớp vỏ Trái Đất), kéo dài từ Hắc Long Giang đến Giang Tây. Đáy của đới này đang tụt xuống với tốc độ ngang bằng với quá trình lắng đóng. Đất trồng tại Hà Nam được tạo thành chủ yếu từ calci cacbonat (vôi) trong các tầng đất phù sa cứng. Do khu vực có lượng mưa tương đối thấp, chỉ có ít hiện tượng thẩm thấu. Vùng đất cao ở phía tây chủ yếu là đất vàng nâu, thoát nước tốt hơn so với đất vùng bình nguyên. Đất đai ở bình nguyên màu mỡ hơn, phù sa trải rộng khắp; nó có màu hơi vàng và xám, xốp, dạng hạt, và nghèo chất hữu cơ. Từ khi lòng sông của Hoàng Hà cao hơn khu vực xung quanh, đã có nhiều trận lụt xảy ra, khiến đất đai toàn khu vực chịu ảnh hưởng mặn hóa và kiềm hóa. Kể từ năm 1949, đã có những nỗ lực nhằm cải tạo các vùng đất kiềm thành đất sản xuất.

### Địa hình, địa mạo

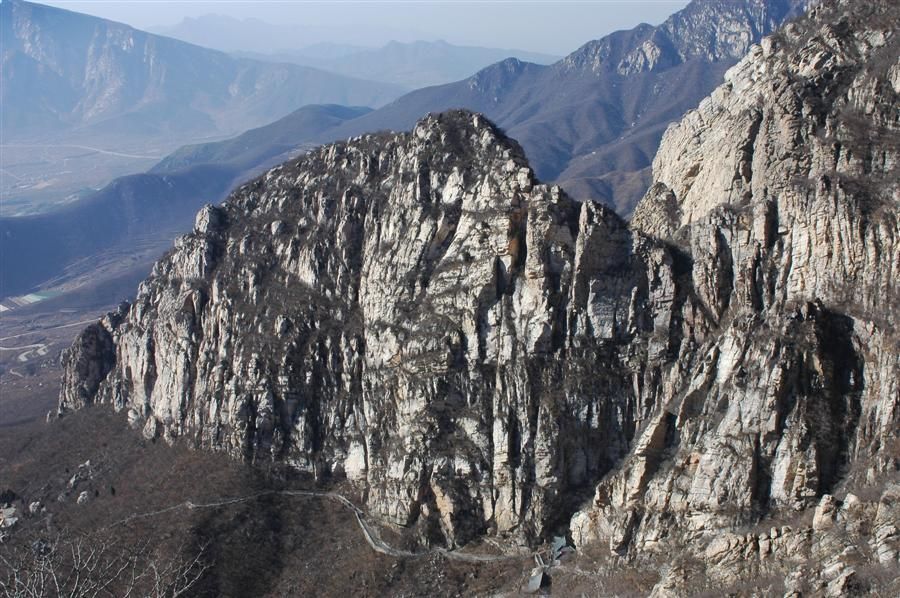
Tung Sơn tại Đăng Phong

Hà Nam có tổng diện tích là 167.000 km², chiếm khoảng 1,73% diện tích toàn Trung Quốc. Diện tích đất thường dùng để canh tác tại Hà Nam là 108.017.700 mẫu. Địa thế Hà Nam nói chung là tây cao đông thấp, bắc phẳng nam trũng, có địa hình bằng phẳng ở phía đông và có địa hình đồi núi ở phía tây và cực nam. Đông bộ và trung bộ của tỉnh là một phần của bình nguyên Hoa Bắc. Ở phía tây bắc, có một đoạn của Thái Hành Sơn nằm trên ranh giới của Hà Nam. Ở phía tây, Tần Lĩnh tiến vào Hà Nam từ phía tây và kéo dài tới một nửa chiều ngang của tỉnh, các nhánh của dãy núi này kéo dài về phía bắc và nam, Phục Ngưu Sơn (伏牛山) là dãy núi nhánh lớn nhất của Tần Lĩnh trên địa bàn Hà Nam. Ở xa về phía nam, Đại Biệt Sơn và Đồng Bách Sơn (桐柏山) chia tách Hà Nam với Hồ Bắc. Giữa Phục Ngưu Sơn và Đồng Bách Sơn ở nam bộ Hà Nam là bồn địa Nam Dương, rộng 120 đến 160 km, có hai sông thuộc hệ thống Hán Thủy là Bạch Hà và Đường Hà cắt qua, từ thời Hán trở đi thì bồn địa này trở thành một tuyến đường được sử dụng nhiều khi người Hán nam tiến từ Trung Nguyên xuống vùng trung du Trường Giang. Vùng đồi núi chiếm 44,3％ (vùng núi: 26,6%, vùng gò đồi: 17,7%) diện tích của Hà Nam, vùng bình nguyên và bồn địa chiếm 55,7％. Lão Nha Xóa (老鸦岔) thuộc địa phận Linh Bảo là điểm cao nhất toàn tỉnh Hà Nam, với cao độ 2413,8 mét trên mực nước biển; còn điểm có cao độ thấp nhất tỉnh là nơi Hoài Hà chảy ra khỏi địa phận, thuộc huyện Cố Thủy, với cao độ chỉ 23,2 mét.

### Khí hậu
Hà Nam thuộc đới khí hậu ôn đới ấm-cận nhiệt đới, ẩm ướt-bán ẩm. Khí hậu Hà Nam nói chung có đặc trưng là mùa đông rét và ít mưa tuyết, mùa xuân khô hạn và nhiều gió cát, mùa hè nóng và mưa nhiều, mùa thu quang đãng và có đủ ánh nắng mặt trời. Nhiệt độ trung bình năm của toàn tỉnh dao động từ 12 °C-16 °C, nhiệt độ trung bình trong tháng 1 là từ -3 °C đến 3 °C, nhiệt độ trung bình trong tháng 7 là 24 °C-29 °C. Nhiệt độ bình quân của tỉnh nói chung thấp dần từ đông sang tây và từ nam lên bắc, có sự khác biệt rõ ràng giữa các vùng đồi núi và bình nguyên. Chênh lệch nhiệt độ giữa các khoảng thời gian trong năm và giữa ngày và đêm ở Hà Nam ở mức cao, nhiệt độ thấp nhất từng được ghi nhận trên địa bàn là -21,7 °C (ngày 12 tháng 1 năm 1951 tại An Dương), nhiệt độ cao nhất từng được ghi nhận trên địa bàn là 44,2 °C (ngày 20 tháng 6 năm 1966 tại Lạc Dương). Lượng giáng thủy bình quân năm của Hà Nam dao động từ 532,5 mm đến 1380,6 mm, tập trung từ tháng 6 đến tháng 8. Mỗi năm Hà Nam có 1.848,0 đến 2.488,7 giờ nắng, 189-240 ngày không có sương giá.

### Sông ngòi

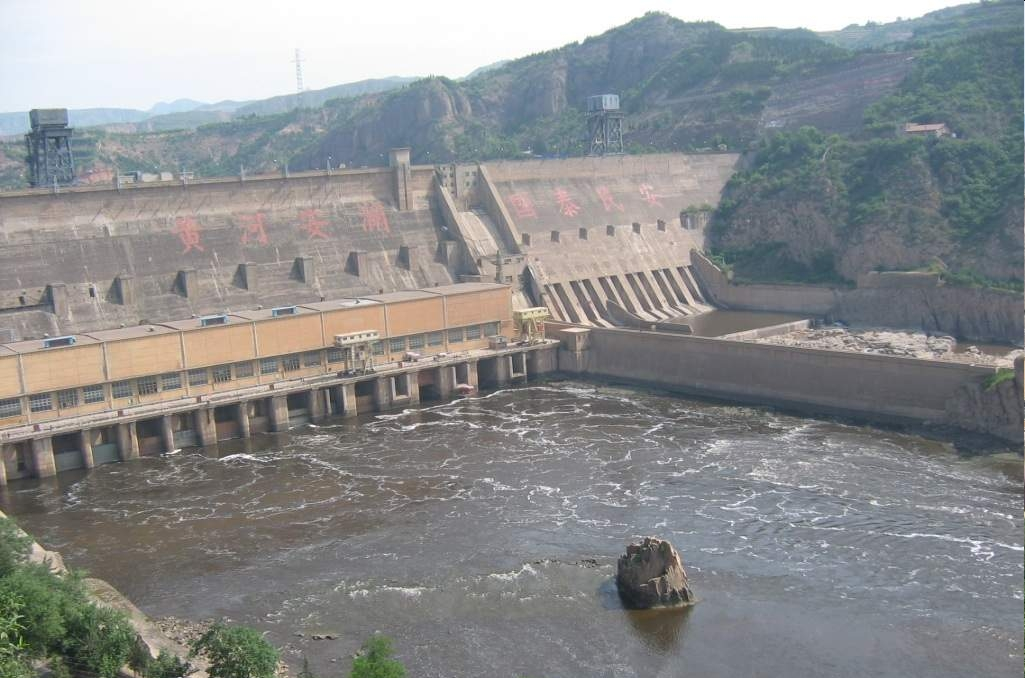
Đập Tam Môn Hiệp trên Hoàng Hà, ở ranh giới giữa Tam Môn Hiệp của Hà Nam và Bình Lục của Sơn Tây

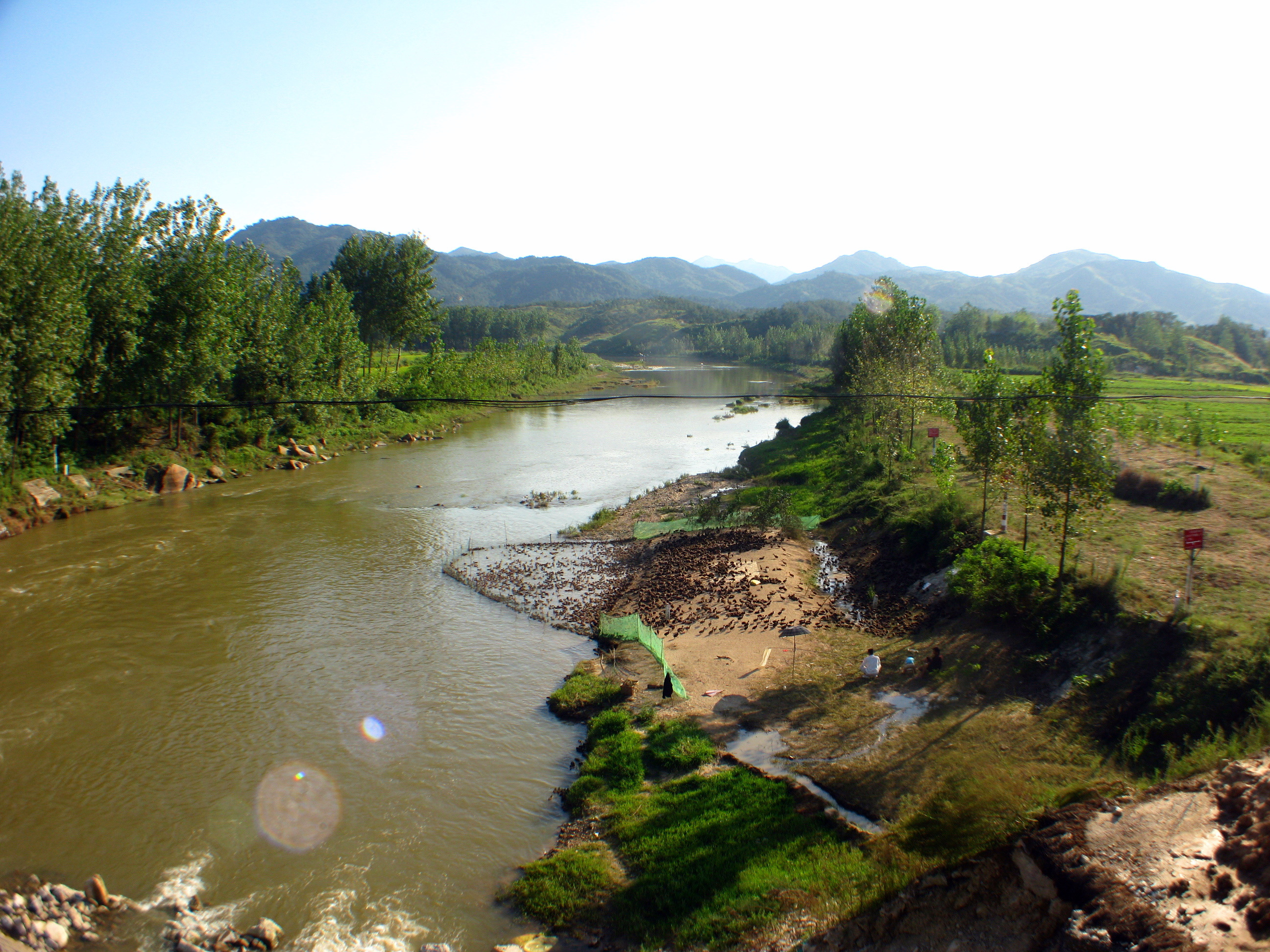
Một con sông tại huyện Đường Hà, nam bộ Hà Nam

Trên địa bàn Hà Nam có 1.500 con sông, thuộc lưu vực của bốn con sông lớn tại Trung Quốc: Hoàng Hà, Hoài Hà, Trường Giang và Hải Hà. Trong đó, có 493 sông có diện tích lưu vực trên 100 km². Phần lớn các sông tại Hà Nam phát nguyên từ vùng núi tây bộ, tây bắc bộ và đông nam bộ.
Hoàng Hà chảy qua trung bộ Hà Nam, tổng chiều dài đoạn Hoàng Hà chảy trong địa phận tỉnh 711 km, diện tích lưu vực Hoàng Hà trên địa bàn là 36.200 km², tức 1/5 tổng diện tích toàn tỉnh. Hoàng Hà chảy vào địa giới của tỉnh từ mạn tây bắc, chuyển hướng dòng chảy sang phía đông ngay sau khi nhận nước từ Vị Hà. Ngay sau đó, Hoàng Hà chảy vào Tam Môn Hiệp, hướng dòng chảy chuyển sang đông-đông bắc trong 130 km, tạo thành ranh giới tự nhiên giữa Hà Nam và Sơn Tây. Sau khi chảy qua Lạc Dương, lưu vực Hoàng Hà đều là bình nguyên, lòng sông bị nâng lên do bồi tích và thường xuyên gây ra lũ lụt. Vào mùa hè, tức vào lúc có lưu lượng nước lớn nhất, Hoàng Hà mang theo một lượng đất bùn khổng lồ, có nguồn gốc chủ yếu từ vùng cao nguyên Hoàng Thổ ở Thiểm Tây và Sơn Tây. Trước khi xây đập Tam Môn Hiệp, Hoàng Hà chảy nhanh qua hẻm núi này, mang theo đất bùng xuống vùng bình nguyên, song từ khi đập xuất hiện, tốc độ dòng chảy của sông đã được kiểm soát và không còn xuất hiện lũ lụt nữa. Có điều đặc biệt là từ điểm hợp lưu với sông Vị đến lúc đổ ra biển, với khoảng cách 1000 km, Hoàng Hà chỉ có hai chi lưu tương đối nhỏ là Lạc Hà ở hữu ngạn và Tần Hà ở tả ngạn.
Trong suốt lịch sử, để đối phó với mối đe dọa lũ lụt từ Hoàng Hà, người ta đã xây dựng các con đê, thường nằm song song và cách bờ sông từ 8 đến 13 km. Tuy nhiên, hậu quả là lượng đất bùn bị dồn ứ trong phạm vi giữa hai bờ đê, bồi tích lòng sông qua hàng thế kỷ, và cho đến nay thì nó đã cao hơn các vùng nông thôn xung quanh. Để đối phó, người ta lại cho xây đê cao hơn nữa, và khi các đoạn đê không chống chịu nổi (xảy ra ở một số phần của tỉnh trong hầu hết các năm), nước sông tràn xuống vùng bình nguyên và không thể quay trở lại lòng sông vốn đã cao hơn khi mực nước sông rút bớt, gây nên các trận lụt thảm khốc. Kết quả là gây ngập úng đất trồng, phá hủy mùa màng và nạn đói.
Ranh giới lưu vực của Hoàng Hà và Hoài Hà gần như không thể nhận thấy được. Hoàng Hà đã hoàn toàn thay đổi dòng chảy của nó nhiều lần trong suốt ba thiên niên kỷ qua, đầu tiên nó chảy ra biển ở phía nam, song sau lại chuyển lên phía bắc của bán đảo Sơn Đông. Gần đây nhất, năm 1194, Hoàng Hà đổi dòng rồi đổ ra biển theo dòng chảy trước đó của Hoài Hà, ở bắc bộ Giang Tô ngày nay. Sau trận lụt Hoàng Hà năm 1897, con sông này lại đổi dòng, chuyển sang chảy qua Sơn Đông rồi đổ vào Bột Hải. Khi đó, việc trệch dòng luôn bắt đầu từ đoạn giữa Trịnh Châu và Khai Phong tại Hà Nam. Năm 1938, quân đội Quốc Dân đảng đã cố tình làm trệch dòng chảy của Hoàng Hà về phía nam để ngăn bước tiến quân Nhật bằng cách cho nổ các con đê gần Trịnh Châu. Hoàng Hà được khôi phục lại dòng chảy phía bắc từ năm năm 1948.
Trung bộ và nam bộ Hà Nam thuộc lưu vực Hoài Hà cùng nhiều chi lưu của nó. Hoài Hà có lượng nước phong phú, dòng chảy chính trên địa bàn tỉnh dài 340 km, diện tích lưu vực trên địa bàn tỉnh là 88.300 km², tức khoảng 1/2 tổng diện tích toàn tỉnh. Hoài Hà và các chi lưu phát nguyên từ khu vực tây nam của Hà Nam, chảy về phía đông vào An Huy, cũng nổi tiếng với nạn lũ lụt. Năm 1949, chính quyền Cộng hòa Nhân dân Trung Hoa đã cho tiến hành chương trình kiểm soát nguồn nước quy mô lớn đầu tiên của mình ở lưu vực Hoài Hà. Sáu đập nước nhanh chóng được xây dựng ở thượng du các chi lưu Hoài Hà tại Hà Nam, sau đó đã có đến hàng chục đập nữa được xây dựng, từ đó đã không có thảm họa nghiêm trọng nào xảy ra.
Ở bắc bộ Hà Nam có hai sông lớn là Vệ Hà (卫河) bắt nguồn từ Thái Hành Sơn thuộc huyện Tân Hương và Chương Hà (漳河) tạo thành một đoạn ranh giới tự nhiên với tỉnh Hà Bắc; hai sông này thuộc hệ thống Hải Hà. Ở tây nam bộ Hà Nam có các sông Đan Giang (丹江), Thoan Hà (湍河), Đường Hà (唐河), Bạch Hà (白河) chảy sang Hồ Bắc và thuộc lưu vực Hán Thủy, một chi lưu lớn của Trường Giang. Tổng lượng tài nguyên nước của toàn Hà Nam là 41,3 tỷ m³, lượng tài nguyên thủy năng đạt 4,905 triệu kW và đã khai thác được 3,15 triệu kW

### Sinh vật
Thảm thực vật tự nhiên của Hà Nam gồm có rừng rụng lá và miền rừng trên các bình nguyên, cùng rừng rụng lá và rừng lá kim trên vùng núi phía tây. Việc định cư tập trung, thâm canh ở vùng bình nguyên trong một thời gian dài đã dẫn đến việc phát quang cây cối để trồng trọt. Tuy nhiên, trên các dãy núi vẫn còn giữ lại được một số khu rừng. Sau năm 1949, đã có nhiều nỗ lực để trồng cây cho mục đích che phủ, lấy gỗ và các mục đích khác. Hiện nay, Hà Nam có 197 họ thực vật có mạch với 3.830 loài, đã biết được 520 loài động vật hoang dã có xương sống sống trên cạn, trong đó có 90 loài động vật hoang dã được bảo hộ trọng điểm cấp quốc gia.

## Nhân khẩu
Tôn giáo tại Hà Nam (2012)
Hà Nam đã từng là tỉnh đông dân nhất Trung Quốc sau khi Trùng Khánh tách khỏi Tứ Xuyên. Cư dân nông thôn trên địa bàn tỉnh tập trung tại vùng bình nguyên phía đông, đông nhất là các vùng lưu vực Y Hà và Lạc Hà và vùng bồn địa quanh Nam Dương ở phía tây nam. Ở các vùng đồi núi phía tây và phía nam của tỉnh, cư dân thưa thớt hơn nhiều so với vùng bình nguyên. Ở vùng bình nguyên phía đông, các thôn nằm tương đối sát nhau, trung bình chỉ khoảng trên 1 km, nhà cửa truyền thống tại đây chủ yếu có tường trát bùn và mái lợp rạ. Trong công cuộc tập thể hóa nông nghiệp và Đại nhảy vọt, cư dân nông thôn ở vùng bình nguyên đã di cư đến các đô thị ở phía tây với số lượng lớn trong khoảng thời gian 1958-1959.
Cuối năm 2011, tổng nhân khẩu của Hà Nam là 104.890.000 người, song số nhân khẩu thường trú là 93.880.000 người. Trong năm này, toàn tỉnh Hà Nam có 1.210.000 trẻ được sinh ra, tỷ lệ sinh đạt 11,56‰; số người tử vong trong năm là 690.000 người, đạt tỷ lệ 6,62‰; số nhân khẩu tăng tự nhiên là 520.000 người, đạt tỷ lệ 4,94‰. Tỷ lệ đô thị hóa trong năm 2011 của Hà Nam là 40,57%., tăng mạnh so với 23,2% theo điều tra năm 2000. Theo số liệu từ năm 2000, 51,59% cư dân Hà Nam là nam giới, 48,41% là nữ giới, tỷ lệ giới tính khi sinh tại Hà Nam vào năm này là 118,46 nam/100 nữ. Trong số nhân khẩu thường trú tại Hà Nam vào năm 2011, người Hán chiếm 98,8%, các dân tộc thiểu số chiếm 1,2% (1.128.283 người). Số người trên 15 tuổi mù chữ tại Hà Nam vào năm 2011 là 399.000 người, giảm 1.439.000 người so với điều tra năm 2000.
Cộng đồng người Hồi đã hợp nhất với cộng đồng người Hán, còn những người Mông Cổ và Mãn di cư đến địa bàn tỉnh từ xa xưa thì đã bị Hán hóa. Trong thế kỷ XII, ở kinh đô Khai Phong có một cộng đồng người Do Thái quan trọng có nguồn gốc từ Ấn Độ và Ba Tư, họ vẫn duy trì được bản sắc của mình cho đến cuối thế kỷ XIX, trước khi bị hấp thu vào văn hóa Hán.
Trong số 100 họ phổ biến nhất tại Trung Quốc ngày nay, có đến 73 họ bắt nguồn hoặc có một chi trong họ bắt nguồn từ Hà Nam. Trong suốt chiều dài lịch sử, người Hán đã dùng trên 10.000 họ, hiện còn sử dụng hơn 3.000 họ, trong đó trên 80% có nguồn gốc từ Hà Nam. Trong số 100 họ lớn nhất tại Đài Loan, có 75 họ phát nguyên từ Hà Nam. Do là vùng đất phát nguyên chủ yếu của các họ người Trung Trung Hoa, trong những năm gần đây đã có nhiều người đến Hà Nam để thăm tìm gốc rễ tổ tiên.
Các tôn giáo lớn nhất tại Hà Nam là tôn giáo truyền thống Trung Hoa, Phật giáo Trung Hoa và Đạo giáo. Hà Nam cũng là tỉnh có số tín hữu Ki-tô giáo nhiều nhất tại Trung Quốc, theo ước tính là khoảng 5 triệu người, cũng có một số tường thuật về xung đột giữa các giáo hội ngầm và nhà cầm quyền tại Hà Nam. Ngoài ra, Hà Nam là tỉnh có số người Hồi lớn nhất ở phía đông Trung Quốc, chiếm xấp xỉ 1% dân số toàn tỉnh và sống chủ yếu tại các khu Hồi giáo ở các khu tự trị dân tộc Hồi Quản Thành tại Trịnh Châu, Triền Hà tại Lạc Dương, và Thuận Hà tại Khai Phong.

## Các đơn vị hành chính
Hà Nam được chia làm 17 đơn vị hành chính, toàn bộ là thành phố thuộc tỉnh (địa cấp thị, 地级市):, ngoài ra còn 1 thành phố cấp huyện (huyện cấp thị) được tỉnh quản lý trực tiếp.
| Bản đồ              | #             | Tên          | Thủ phủ                   | Chữ Hán Bính âm | Dân số (2010) | Diện tích (km²) | Mật độ (người/km²) |
| ------------------- | ------------- | ------------ | ------------------------- | --------------- | ------------- | --------------- | ------------------ |
|                     |               |              |                           |                 |               |                 |                    |
| — Địa cấp thị —     |               |              |                           |                 |               |                 |                    |
| 1                   | Trịnh Châu    | Trung Nguyên | 郑州市 Zhèngzhōu Shì      | 8.626.505       | 7.446         | 1.159           |                    |
| 2                   | An Dương      | Bắc Quan     | 安阳市 Ānyáng Shì         | 5.172.834       | 7.413         | 698             |                    |
| 3                   | Hạc Bích      | Kỳ Tân       | 鹤壁市 Hèbì Shì           | 1.569.100       | 2.299         | 683             |                    |
| 4                   | Tiêu Tác      | Giải Phóng   | 焦作市 Jiāozuò Shì        | 3.539.860       | 4.071         | 870             |                    |
| 5                   | Khai Phong    | Cổ Lâu       | 开封市 Kāifēng Shì        | 4.676.159       | 6.444         | 726             |                    |
| 6                   | Tháp Hà       | Yển Thành    | 漯河市 Luòhé Shì          | 2.544.103       | 2.617         | 972             |                    |
| 7                   | Lạc Dương     | Tây Công     | 洛阳市 Luòyáng Shì        | 6.549.486       | 15.230        | 430             |                    |
| 8                   | Nam Dương     | Ngọa Long    | 南阳市 Nányáng Shì        | 10.263.006      | 26.591        | 386             |                    |
| 9                   | Bình Đỉnh Sơn | Tân Hoa      | 平顶山市 Píngdǐngshān Shì | 4.904.367       | 7.882         | 622             |                    |
| 10                  | Bộc Dương     | Hoa Long     | 濮阳市 Púyáng Shì         | 3.598.494       | 4.188         | 859             |                    |
| 11                  | Tam Môn Hiệp  | Hồ Tân       | 三门峡市 Sānménxiá Shì    | 2.233.872       | 10.496        | 213             |                    |
| 12                  | Thương Khâu   | Lương Viên   | 商丘市 Shāngqiū Shì       | 7.362.472       | 10.704        | 688             |                    |
| 13                  | Tân Hương     | Vệ Tân       | 新乡市 Xīnxiāng Shì       | 5.707.801       | 8.169         | 699             |                    |
| 14                  | Tín Dương     | Sư Hà        | 信阳市 Xìnyáng Shì        | 6.108.683       | 18.819        | 324             |                    |
| 15                  | Hứa Xương     | Ngụy Đô      | 许昌市 Xǔchāng Shì        | 4.307.199       | 4.997         | 862             |                    |
| 16                  | Chu Khẩu      | Xuyên Vị     | 周口市 Zhōukǒu Shì        | 8.953.172       | 11.960        | 749             |                    |
| 17                  | Trú Mã Điếm   | Dịch Thành   | 驻马店市 Zhùmǎdiàn Shì    | 7.230.744       | 14.974        | 483             |                    |
| — Phó địa cấp thị — |               |              |                           |                 |               |                 |                    |
| 18                  | Tế Nguyên     | /            | 济源市 Jǐyuán Shì         | 675.710         | 1.965         | 344             |                    |

Các đơn vị hành chính cấp địa khu và 1 thành phố cấp huyện được tỉnh quản lý trực tiếp trên đây được chia thành 159 đơn vị hành chính cấp huyện, gồm 50 quận (thị hạt khu), 21 thành phố cấp huyện (huyện cấp thị), và 88 huyện (tính cả thành phố cấp huyện Tế Nguyên). Các đơn vị hành chính cấp huyện này lại được nhỏ thành 2440 đơn vị hành chính cấp hương, gồm 866 thị trấn (trấn), 1234 hương, 12 hương dân tộc, và 328 phường (nhai đạo).

## Kinh tế
Toàn bộ tỉnh Hà Nam thuộc khu kinh tế Trung Nguyên (中原经济区), một khu vực phát triển trọng điểm được quy hoạch rõ ràng tại Trung Quốc. Trong giai đoạn 2004-2008, tổng GDP của Hà Nam nằm trong số năm tỉnh thành lớn nhất Trung Quốc. Trong vòng 29 năm từ 1979 đến 2007, so sánh theo giá trị tuyệt đối, tổng GDP của Hà Nam đã tăng 92,43 lần. Theo giá cả so sánh, lấy theo mức giá trung bình cùng kỳ toàn quốc, GDP của tỉnh tăng trưởng bình quân 10,9％ mỗi năm, tốc độ đứng thứ bảy cả nước. Tuy nhiên, trên một khía cạnh khác, Hà Nam là một tỉnh có cơ cấu dân số lớn, nhiều người nghèo, số nhân khẩu thường trú thấp hơn nhiều số nhân khẩu có hộ khẩu trên địa bàn, vẫn là khu vực tương đối kém phát triển về kinh tế tại Trung Quốc. Theo số liệu thống kê cho năm 2011, tổng GDP của tỉnh Hà Nam là 2.723,204 tỉ NDT, trong đó, khu vực một đạt giá trị 351,206 tỉ NDT, khu vực hai đạt giá trị 1588,739 tỉ NDT, khu vực ba đạt giá trị 783,259 tỉ NDT.
Tổng diện tích đất canh tác của tỉnh là 71.792.000 ha, hầu hết nằm trên vùng bình nguyên phía đông Đường sắt Bắc Kinh-Quảng Châu, chỉ có đất nhàn rỗi tại các vùng núi ở phía tây và nam, cũng như các vùng đất nhiễm mặn ở phía đông bắc. Hà Nam là khu vực sản xuất lương thực, bông chủ yếu của Trung Quốc, trong đó sản lượng lúa mì, thuốc lá, vừng đứng ở vị trí đầu tiên. Các loại cây trồng khác là kê cao lương, đỗ tương, đại mạch, ngô, khoai lang, lúa gạo, thiết đậu. Lúa mì có diện tích và sản lượng vượt trội so với các loại cây trồng khác, lúa gạo chỉ chiếm một diện tích nhỏ song tại Hà Nam nó có năng suất gấp ba lần lúa mì. Năm 2007, tổng sản lượng lương thực của Hà Nam là 104,9 tỉ cân, liên tục 8 năm liền đứng đầu Trung Quốc, lượng tăng sản lượng lương thực của Hà Nam cũng chiếm một phần ba lượng tăng sản lượng lương thực cả nước. Mặc dù có dân số rất đông song Hà Nam đã gần như giải quyết được vấn đề cái ăn cho người dân trong tỉnh, mỗi năm còn xuất 20 tỉ cân lương thực sang các tỉnh khác. Việc trồng cây ăn quả cũng phát triển trong những năm gần đây, một phần là nhằm bảo vệ đất, đặc biệt là ở các vùng đất nhàn rỗi. Hồng, táo tây, lê là các loại cây ăn quả chính, ngoài ra còn có óc chó và hạt dẻ. Ở Hà Nam, người ta cũng nuôi các loài động vật lấy sức kéo, chủ yếu là bò vàng và lừa. Lợn là loại gia súc quan trọng nhất, dê và cừu chủ yếu được nuôi ở vùng núi phía tây. Hà Nam là một trong những trung tâm lâu đời nhất của ngành trồng dâu nuôi tằm ở Trung Quốc, sau Chiến tranh, ngành này đã hồi sinh trên các sườn dốc của Phục Ngưu Sơn, và tỉnh đã trở thành một nhà xuất khẩu tơ lụa quan trọng.
Trước năm 1949, ở Hà Nam có rất ít hoạt động sản xuất công nghiệp tại Hà Nam, từ năm 1950 trở đi thì quá trình công nghiệp hóa trên địa bàn đã diễn ra nhanh chóng và trên một phạm vi rộng lớn. Ban đầu, nền công nghiệp của tỉnh Hà Nam chủ yếu dựa vào tài nguyên than đá phong phú ở phía tây bắc. Sau đó, sản xuất công nghiệp phát triển một cách toàn diện hơn, với các ngành kỹ thuật, luyện kim loại màu, và dệt làm trụ cột. Năm 2011, giá trị công nghiệp của Hà Nam đạt 1440,170 tỉ NDT, tỷ trọng giữa hai ngành công nghiệp nhẹ và công nghiệp nặng là 30,6:69,4. Mười ngành nhỏ có quy mô đứng đầu trong nền công nghiệp Hà Nam là: sản phẩm khoáng sản phi kim, chế biến thực phẩm, gia công luyện và cán kim màu, khai thác và tuyển than đá, sản xuất và cung ứng điện-nhiệt, gia công luyện và cán kim loại đen, chế tạo nguyên liệu hóa học và chế phẩm hóa học, sản xuất thiết bị thông dụng, sản xuất thiết bị chuyên dụng, dệt.
Hà Nam có cấu tọa địa chất phức tạp, hình thành một tài nguyên khoáng sản phong phú, là một trong các tỉnh lớn về khoáng sản của Trung Quốc. Đến nay, đã phát hiện được 126 loại khoáng sản và 157 loại á khoáng trên địa bàn tỉnh, bao hàm. Đã xác minh được trữ lượng của 73 loại khoáng sản và 81 loại á khoáng; và đã khai thác và sử dụng 85 loại khoáng sản cùng 117 loại á khoáng. Trong số các loại khoáng sản tại Hà Nam, có sáu loại khoáng sản năng lượng, 27 loại khoáng sản kim loại, 38 loại khoáng sản phi kim. Trong số các loại khoáng sản đã xác minh được trữ lượng, Hà Nam có tám loại đứng đầu cả nước: molypden, kyanit, andalusit, trona, đất sét illit, đất sét dùng làm phối liệu xi măng, perlit (đá trân châu), nephelin syenit. Trữ lượng dầu mỏ, than đá và khí thiên nhiên còn lại của Hà Nam lần lượt đứng thứ 8, thứ 10 và thứ 11 tại Trung Quốc.
Tỉnh Hà Nam là một tỉnh đông dân, trong lịch sử từng xảy ra các sự kiện gây ảnh hưởng xã hội. Có thể thấy thương vong Đại nhảy vọt hay thiên tai năm 1975. Năm đó, cơn mưa xối xả do cơn bão Nina mang lại đã gây ra một trận lụt ở thượng nguồn sông Hoài Hà. Hai hồ chứa lớn ở Đập Bản Kiều và Trú Mã Điếm, cũng như hàng chục hồ chứa nhỏ và vừa, đã bị phá hủy cùng lúc, dẫn đến 29 quận. Lũ lụt, 11 triệu mẫu đất nông nghiệp bị tàn phá, 11 triệu người bị ảnh hưởng, 240.000 người thiệt mạng, hơn 5,96 triệu ngôi nhà bị sụp đổ. Tháng 11 năm 2004, thiết quân luật đã được ban bố tại huyện Trung Mưu của Hà Nam, mục đích là để dập tắt các cuộc đụng độ đẫm máu giữa người Hán và người Hồi vốn đã khiến 148 thiệt mạng.
Năm 2018, Hà Nam là tỉnh đông thứ ba về số dân, đứng thứ năm về kinh tế Trung Quốc với 95,6 triệu dân, tương đương với Việt Nam và GDP đạt 4.810 tỉ NDT (715,9 tỉ USD) tương ứng với Ả Rập Xê Út, GDP bình quân đầu người đạt 7.562 USD, hạng 19. GDP bình quân đầu người của Hà Nam hiện vẫn còn cách nhất định bình quân toàn quốc, khi dân số của tỉnh số lượng lớn, tiệm cận 100 triệu người. Tốc độ phát triển kinh tế của Hà Nam năm 2018 đạt 7,6%, tốc độ tương đối cao.

## Giao thông

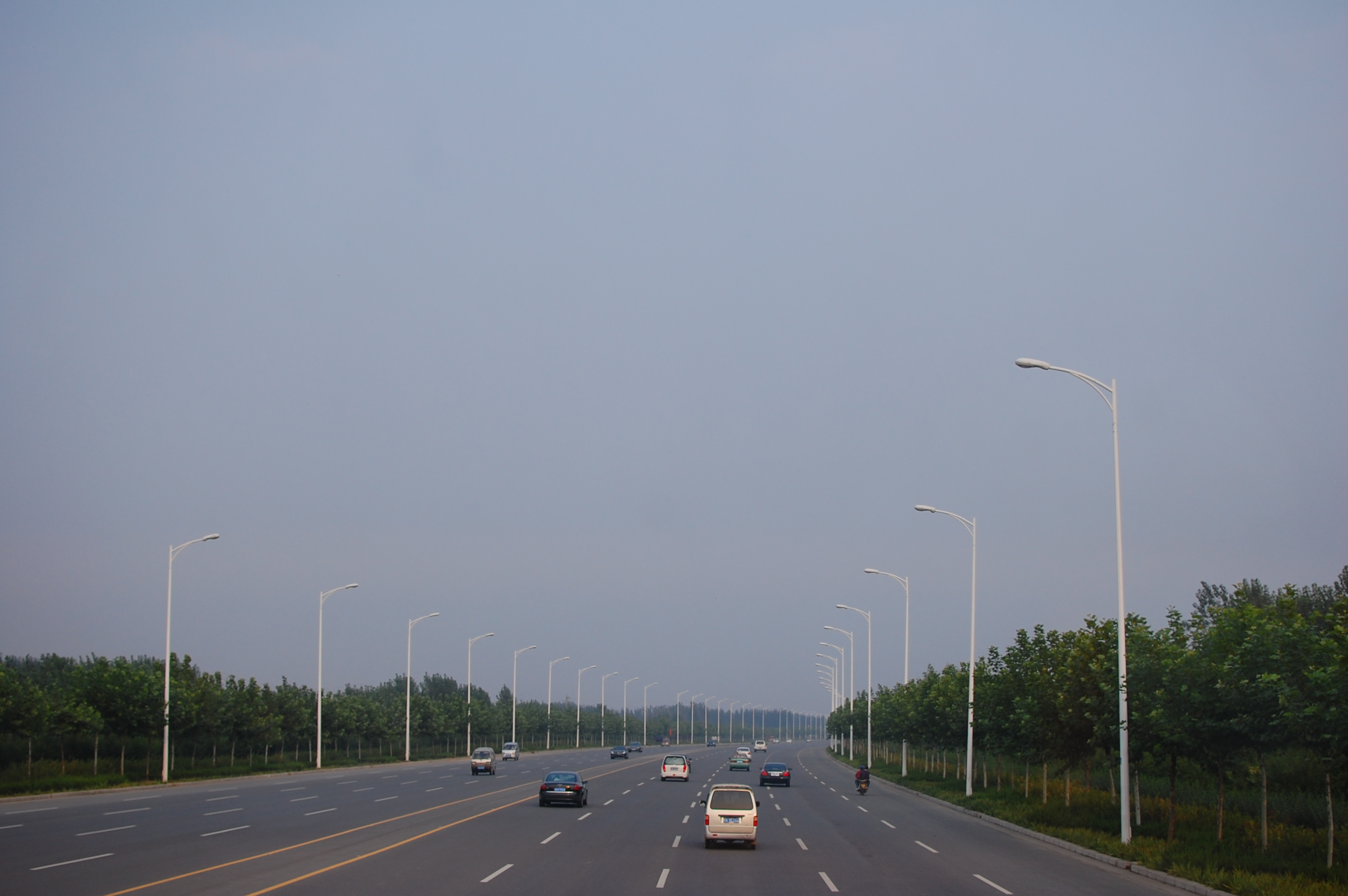
Đại lộ Trịnh Châu - Khai Phong

Nhiều tuyến đường cao tốc và quốc đạo tại Trung Quốc giao nhau tại Hà Nam. Đến năm 2011, số lượng hàng hóa và lữ khách vận chuyển theo hệ thống công lộ của Hà Nam tương ứng đạt 2,201 tỷ tấn và 1,842 tỷ lượt lữ khách,tỉnh này đã có 5196 km đường cao tốc. Đường cao tốc Kinh-Cảng-Áo và đường cao tốc Liên-Hoắc chạy xuyên suốt địa bàn tỉnh, phân biệt dọc theo đường sắt Kinh Quảng và đường sắt Lũng Hải. Tổng cộng, theo quy hoạch quốc gia sẽ có 9 tuyến công lộ cao tốc và 9 tuyến quốc đạo đi qua Hà Nam.
Hệ thống đường sắt của Hà Nam khá phát triển, các thành thị đều phân bố gần các tuyến đường sắt trọng yếu. Hai tuyến đường sắt huyết mạch của Trung Quốc là đường sắt cao tốc Kinh-Quảng-Thâm-Cảng và đường sắt cao tốc Từ-Lan giao nhau tại Trịnh Đông tân khu thuộc Trịnh Châu. Các tuyến đường sắt lớn khác trên địa bàn Hà Nam là đường sắt Kinh-Quảng, dường sắt Lũng Hải, đường sắt Bắc-Cửu, đường sắt Tiêu-Liễu, đường sắt Ninh-Tây. Hầu hết các tuyến đường sắt trên địa bàn Hà Nam do cục đường sắt Trịnh Châu quản lý, riêng các tuyến đường sắt quốc hữu ở bốn địa phương nam bộ là Bình Đỉnh Sươn, Tháp Hà, Trú Mã Điếm thuộc quyền quản lý của cục đường sắt Vũ Hán. Ga Trịnh Châu Bắc là ga nối toa tàu hỏa vận chuyển hàng hóa số một châu Á, còn ga Trịnh Châu là một trong các ga vận chuyển hành khách lớn nhất châu Á, ga Trịnh Châu Đông là một trong các ga trung tâm tối quan trọng tại Trung Quốc.
Trên địa bàn Hà Nam có các cảng hàng không dân dụng: Sân bay quốc tế Tân Trịnh Trịnh Châu, sân bay Khương Doanh Nam Dương, sân bay Bắc Giao Lạc Dương. Các cảng hàng không dân dụng trong quy hoạch là: sân bay Dự đông bắc An Dương, sân bay Thương Khâu, sân bay Minh Cảng Tín Dương, sân bay Tường Long Bộc Dương, sân bay Chu Khẩu, sân bay Nghiêu Sơn Bình Đỉnh Sơn.
Hà Nam có nhiều sông song năng lực vận chuyển đường thủy không nhiều, đa số các sông có đập chắn trên thượng lưu nên trở thành "sông theo mùa". Trên Hoàng Hà, đoạn hạ du từ Lạc Dương trở đi có năng lực thông hàng một phần theo mùa. Đoạn Hoài Hà trên khu vực Tín Dương có năng lực thông hàng.

## Các trường đại học cao đẳng

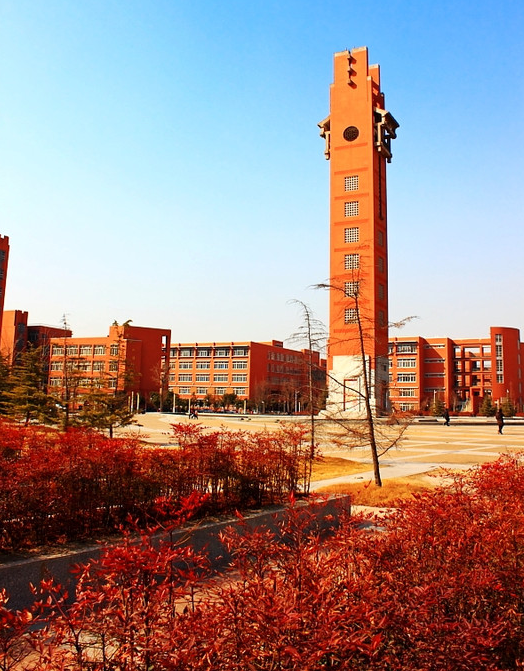
Đại học Trịnh Châu

| - Đại học Trịnh Châu (郑州大学) - Đại học Hà Nam (河南大学) - Đại học Sư phạm Hà Nam (河南师范大学) - Đại học Nông nghiệp Hà Nam (河南农业大学) - Đại học Bách khoa Hà Nam (河南理工大学) - Đại học Khoa Kỹ Hà Nam (河南科技大学) - Đại học Công nghiệp Hà Nam (河南工业大学) - Đại học Tài Kinh Chính Pháp Hà Nam (河南财经政法大学) - Học viện Thủy lợi & Thủy điện Hoa Bắc (华北水利水电学院) - Học viện Công nghiệp nhẹ Trịnh Châu (郑州轻工业学院) - Học viện Công nghệ Trung Nguyên (中原工学院) - Học viện Y Tân Hương (新乡医学院) - Học viện Trung Y Hà Nam (河南中医学院) - Học viện Khoa Kỹ Hà Nam (河南科技学院) - Học viện Sư phạm Tín Dương (信阳师范学院) - Học viện Sư phạm Nam Dương (南阳师范学院) - Học viện Sư phạm An Dương (安阳师范学院) - Học viện Sư phạm Lạc Dương (洛阳师范学院) | - Học viện Sư phạm Thương Khâu (商丘师范学院) - Học viện Sư phạm Chu Khẩu (周口师范学院) - Học viện Sư phạm Trịnh Châu (郑州师范学院) - Học viện Bách khoa Nam Dương (南阳理工学院) - Học viện Bách Khoa Lạc Dương (洛阳理工学院) - Học viện Khoa Kỹ Hoàng Hà (黄河科技学院) - Học viện Xây dựng Đô thị Hà Nam (河南城建学院) - Học viện Công trình Hà Nam (河南工程学院) - Học viện Công nghệ An Dương (安阳工学院) - Học viện Cảnh sát Hà Nam (河南警察学院) - Học viện Bình Đỉnh Sơn (平顶山学院) - Học viện Hoàng Hoài (黄淮学院) - Học viện Hứa Xương (许昌学院) - Học viện Tân Hương (新乡学院) - Học viện Khoa Kỹ Trịnh Châu (郑州科技学院) - Học viện Hoa Tín Trịnh Châu (郑州华信学院) - Học viện Quản lý Công nghiệp Hàng không Trịnh Châu (郑州航空工业管理学院) |